# آناستازیا میسکینا
آناستازیا میسکینا (Анастасия Мыскина؛ زاده ۸ ژوئیهٔ ۱۹۸۱) یک تنیس‌باز اهل روسیه است.